# Ancien Prozi
Ancien Prozi est un gros village de Côte d'Ivoire situé dans la sous-préfecture de Séitifla, département de Vavoua. Il compte plus de 24 000 habitants et se trouve à l'ouest à environ 110 km de Vavoua.

## Localisation
Au nord d'Ancien Prozi, se trouve la sous-préfecture de Sifié à 65 km, à l'ouest celui de Sémien à 30 km.
Il est entouré de plusieurs villages et campements dont les plus significatifs sont : Zroninfla (1 500 hab. à 7 km), Gouéfla (4 000 hab. à 9 km), Bouélifla (1 200 hab. à 12 km), Nandyfla (800 hab. à 14 km), Secta 1 (800 hab. à 15 km), Secta 2 (600 hab. à 17 km), Konankro (200 hab. à 5 km), Sokoura (500 hab. à 4 km), Koumbala (150 hab. à 13 km), Hermakono (450 hab. à 7 km), Djélikro (100 hab. à 4 km), Tem (450 hab. à 15 km).
Ce village avait été érigé en commune rurale qui fut supprimée par la suite.

## Économie
Ancien Prozi est une grande zone de production de cacao.
On y trouve de l'or sur trois sites d'exploitation artisanaux.
La pêche y est effectuée sur le fleuve Sassandra qui coule à 7 km.
Les plantations d'hévéas et d'anacarde sont en pleine expansion.

## Infrastructures
On y trouve un dispensaire (don de l'UE), un poste avancé de la gendarmerie et un groupe scolaire de trois écoles primaires publiques.

## Démographie
Les communautés qu'on y trouve sont :
- Gouros (autochtones) ;
- Sénoufos ;
- Wobés ;
- Burkinabè (les plus nombreux) ;
- Maliens ;
- Autres CEDEAO et ivoiriens en petits groupes.

## Problèmes
Ancien Prozi est situé à environ 60 km du chef-lieu de sous-préfecture de Séitifla dont il dépend. Cet éloignement a plusieurs conséquences négatives :
- Accès très difficile dû au manque de routes praticables ;
- Absence d'électrification ;
- Prolifération de groupes d'individus vivant de prébendes ;
- Insécurité ;
- Absence de droit et de l'autorité de l’État ;
- Exploitation illicite des ressources minières ;
- Litiges fonciers récurrents.